# جوستافو أوليفيروس
جوستافو أوليفيروس (مواليد 18 يونيو 1946) هو مبارز بالسيف كوبي، مثّل بلاده في الألعاب الأولمبية الصيفية 1968.

## روابط رياضية
جوستافو أوليفيروس على موقع أوليمبيديا (الإنجليزية)